# Battistero di Concordia Sagittaria
Il vescovo Regimpoto, la cui tomba si trova nell'atrio del battistero stesso, addossata alla parete destra, resse la diocesi di Concordia presumibilmente tra il 1089 e il 1105; verso la fine dell'XI secolo fece costruire il battistero.
La costruzione, in mattoni a vista, a croce greca, triabsidata, è un chiaro esempio del primo stile romanico con evidenti influssi bizantini.

## Interno

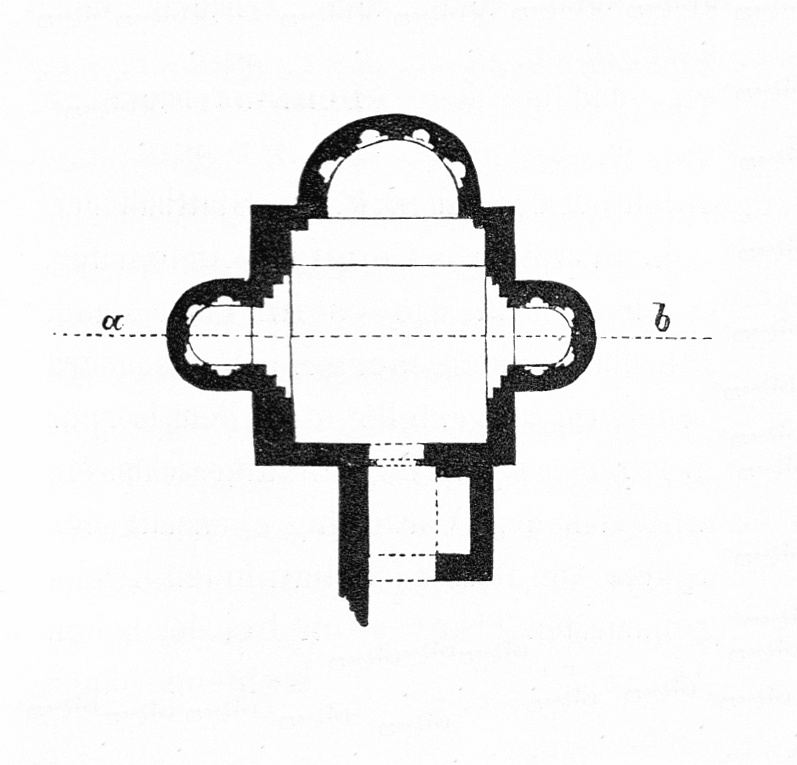
Pianta del Battistero

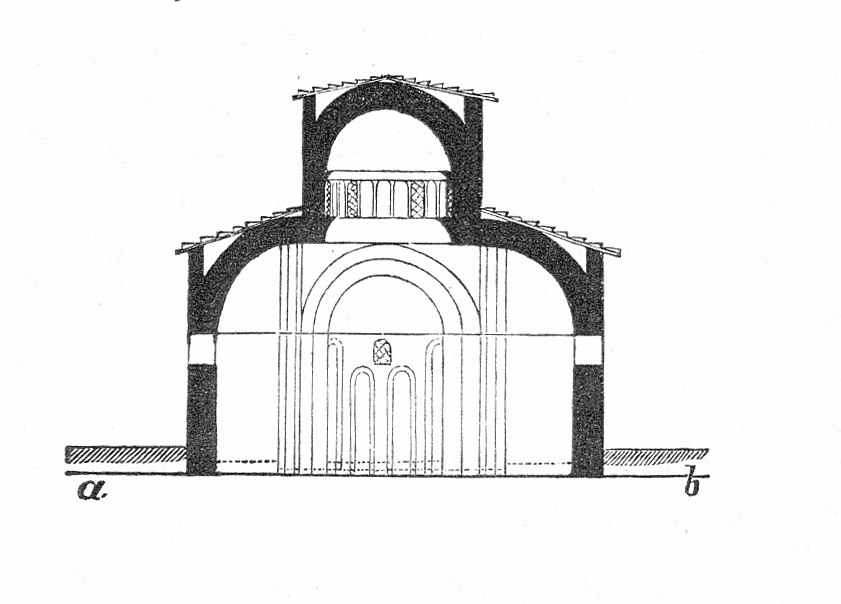
Sezione del Battistero

Agli angoli del vano interno si ergono quattro pilastri che formano gli archi sui quali è impostato il tamburo alleggerito da finestrelle alternativamente aperte e cieche, che regge la cupola.
Di particolare interesse artistico è la decorazione ad affresco, coeva al Battistero, che presenta caratteristiche peculiari rispetto agli esempi bizantini. Le immagini raffigurate si discostano dalla ieraticità e fissità dell'iconografia bizantina, per assumere un dinamismo più vicino alla fede e all'immaginario popolare.
Nelle nicchie dell'abside centrale sono raffigurati, partendo da sinistra:
- un santo rivestito di clamide gemmata
- san Pietro con le chiavi
- san Paolo con il rotolo della legge
- san Giovanni Evangelista con il libro

e ognuno di questi quattro santi è collocato su un piccolo monte in segno di onore.
Ai lati dell'arco è presente il Sacrificio di Isacco e l'Offerta di Melchisedec.
Nel catino dell'abside l'affresco, molto lacunoso, raffigura il Battesimo di Gesù nel fiume Giordano, con san Giovanni Battista e tre angeli che recano asciugatoi.

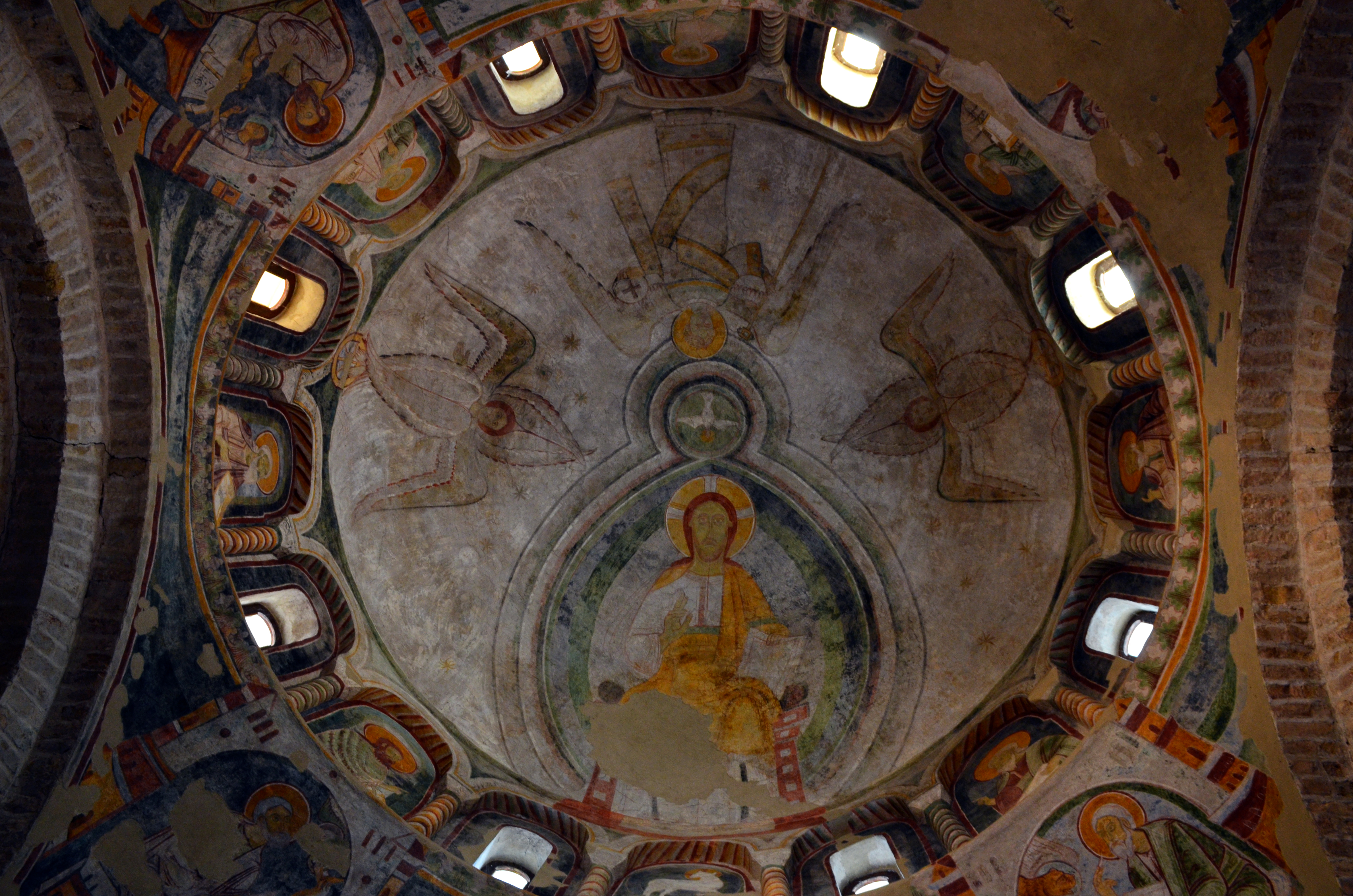
Cristo Pantocratore benedicente

Nel sottarco è raffigurato Mosè con le tavole della legge.
Nell'abside di destra vi è San Giorgio che lotta con il drago e Santa Maria Maddalena in vesti benedettine.
I quattro evangelisti occupano ciascuno un pennacchio  e sono riconoscibili dai loro simboli.
Nelle arcatelle cieche del tamburo sono raffigurati sette profeti che indicano l'agnello mistico; dal monte in cui si trova l'agnello dal quale scendono i quattro fiumi del Paradiso.
Nella cupola, entro una mandorla, campeggia il Cristo Pantocratore benedicente, con un libro aperto sulle ginocchia. Sopra la mandorla, sul capo di Gesù, la colomba dello Spirito Santo. Sul lato opposto della cupola un angelo che regge uno scettro e un globo con croce. Le tre figure rappresentano la Santissima Trinità.
Ai lati, su fondo celeste stellato, ormai poco visibile, due serafini con sei ali ciascuno, cosparse di occhi, poggiano i piedi su ruote, simbolo della forza che muove tutto l'universo.
Gli affreschi sono della fine del XII secolo, inizi del XIII secolo. Gli arconi di sostegno alla cupola, che rappresentano altrettanti dottori della Chiesa, sono della fine del XIV secolo.
All'interno del battistero è conservato un frammento di ambone appartenente alla basilica tardo-medievale e il fonte rinascimentale. Nei sottoarchi si vedono i fori che indicano la presenza di travature destinate a reggere le lampade che illuminavano il battistero durante la veglia pasquale.